# José Daniel Valencia
José Daniel Valencia (ur. 3 października 1955 w San Salvador de Jujuy) – argentyński piłkarz, pomocnik. Mistrz świata z roku 1978.
Zaczynał w Gimnasia y Esgrima Jujuy, gdzie grał w latach 1973–1974. Przez dekadę bronił barw CA Talleres (1975–1985), grał także w ekwadorskim LDU Portoviejo, Guaraní Antonio Franco Posadas oraz boliwijskich Club Jorge Wilstermann i CD San José.
W reprezentacji Argentyny w latach 1975–1982 rozegrał 41 spotkań i strzelił 5 bramek. Grał w pierwszych spotkaniach Argentyny na MŚ 78, cztery lata później pojawił się na boisku tylko w jednym meczu, z Włochami w drugiej rundzie hiszpańskich finałów.